# Чемпіонат світу з боротьби 2013
Чемпіонат світу з боротьби 2013 проходив з 16 по 22 вересня 2013 року в Будапешті (Угорщина) у спортивному комплексі «Будапештська спортивна арена імені Ласло Паппа».

## Загальний медальний залік
| Місце  | Країна         | Золото | Срібло | Бронза | Загалом |
| ------ | -------------- | ------ | ------ | ------ | ------- |
| 1      | Іран           | 4      | 1      | 2      | 7       |
| 2      | Росія          | 3      | 4      | 4      | 11      |
| 3      | Японія         | 3      | 0      | 1      | 4       |
| 4      | Україна        | 2      | 1      | 1      | 4       |
| 4      | Південна Корея | 2      | 1      | 1      | 4       |
| 6      | КНР            | 2      | 0      | 1      | 3       |
| 7      | Болгарія       | 1      | 2      | 0      | 3       |
| 8      | Вірменія       | 1      | 1      | 2      | 4       |
| 9      | Угорщина       | 1      | 0      | 5      | 6       |
| 10     | США            | 1      | 0      | 3      | 4       |
| 11     | Північна Корея | 1      | 0      | 1      | 2       |
| 12     | Монголія       | 0      | 2      | 4      | 6       |
| 13     | Азербайджан    | 0      | 2      | 2      | 4       |
| 14     | Куба           | 0      | 2      | 0      | 2       |
| 15     | Індія          | 0      | 1      | 2      | 3       |
| 16     | Канада         | 0      | 1      | 1      | 2       |
| 17     | Швеція         | 0      | 1      | 0      | 1       |
| 17     | Венесуела      | 0      | 1      | 0      | 1       |
| 17     | Естонія        | 0      | 1      | 0      | 1       |
| 20     | Туреччина      | 0      | 0      | 4      | 4       |
| 21     | Білорусь       | 0      | 0      | 2      | 2       |
| 22     | Узбекистан     | 0      | 0      | 2      | 2       |
| 22     | Казахстан      | 0      | 0      | 2      | 2       |
| 24     | Грузія         | 0      | 0      | 1      | 1       |
| 24     | Німеччина      | 0      | 0      | 1      | 1       |
| Всього | Всього         | 21     | 21     | 42     | 84      |

## Командний залік
| Rank | Чоловіки, вільний стиль | Чоловіки, вільний стиль | Чоловіки, греко-римська | Чоловіки, греко-римська | Жінки, вільний стиль | Жінки, вільний стиль |
| Rank | Країна                  | Очки                    | Країна                  | Очки                    | Країна               | Очки                 |
| ---- | ----------------------- | ----------------------- | ----------------------- | ----------------------- | -------------------- | -------------------- |
| 1    | Іран                    | 46                      | Росія                   | 43                      | Японія               | 48                   |
| 2    | Росія                   | 44                      | Південна Корея          | 37                      | Монголія             | 47                   |
| 3    | Грузія                  | 29                      | Угорщина                | 31                      | США                  | 37                   |
| 4    | Україна                 | 27                      | Іран                    | 29                      | КНР                  | 34                   |
| 5    | США                     | 25                      | Вірменія                | 28                      | Україна              | 29                   |
| 6    | Індія                   | 23                      | Азербайджан             | 27                      | Росія                | 24                   |
| 7    | Куба                    | 19                      | Казахстан               | 21                      | Канада               | 21                   |
| 8    | Монголія                | 19                      | Туреччина               | 19                      | Угорщина             | 18                   |
| 9    | Вірменія                | 18                      | Фінляндія               | 15                      | Болгарія             | 15                   |
| 10   | Туреччина               | 18                      | США                     | 13                      | Казахстан            | 12                   |

## Медалісти

### Чоловіки, вільний стиль
| Event     | Золото                   | Срібло                    | Бронза                           |
| --------- | ------------------------ | ------------------------- | -------------------------------- |
| До 55 кг  | Хассан Рахімі Іран       | Аміт Кумар Індія          | Сезар Акгул Туреччина            |
| До 55 кг  | Хассан Рахімі Іран       | Аміт Кумар Індія          | Наріман Ісрапілов Росія          |
| До 60 кг  | Бекхан Гойгереєв Росія   | Владімір Дубов Болгарія   | Баджранг Кумар Індія             |
| До 60 кг  | Бекхан Гойгереєв Росія   | Владімір Дубов Болгарія   | Масуд Есмаїлпур Іран             |
| До 66 кг  | Давид Сафарян Вірменія   | Ліван Лопез Куба          | Магомед Курбаналієв Росія        |
| До 66 кг  | Давид Сафарян Вірменія   | Ліван Лопез Куба          | Ганзорігіїн Мандахнаран Монголія |
| До 74 кг  | Джордан Бурроус США      | Еззатоллах Акбарі Іран    | Алі Шабанов Білорусь             |
| До 74 кг  | Джордан Бурроус США      | Еззатоллах Акбарі Іран    | Рашид Курбанов Узбекистан        |
| До 84 кг  | Ібрагім Алдатов Україна  | Рейнеріс Салас Куба       | Іштван Вереб Угорщина            |
| До 84 кг  | Ібрагім Алдатов Україна  | Рейнеріс Салас Куба       | Ехсан Лашгарі Іран               |
| До 96 кг  | Реза Яздані Іран         | Хетаг Газюмов Азербайджан | Анзор Болтукаєв Росія            |
| До 96 кг  | Реза Яздані Іран         | Хетаг Газюмов Азербайджан | Павло Олійник Україна            |
| До 120 кг | Хаджимурат Гацалов Росія | Ален Засєєв Україна       | Гено Петріашвілі Грузія          |
| До 120 кг | Хаджимурат Гацалов Росія | Ален Засєєв Україна       | Таха Акгюл Туреччина             |

### Чоловіки, греко-римська
| Вагова категорія | Золото                     | Срібло                      | Бронза                         |
| ---------------- | -------------------------- | --------------------------- | ------------------------------ |
| До 55 кг         | Юн Вон Чол Північна Корея  | Чой Гьо Джин Південна Корея | Петер Модос Угорщина           |
| До 55 кг         | Юн Вон Чол Північна Корея  | Чой Гьо Джин Південна Корея | Роман Амоян Вірменія           |
| До 60 кг         | Іво Ангелов Болгарія       | Іван Куйлаков Росія         | Ву Син Джае Південна Корея     |
| До 60 кг         | Іво Ангелов Болгарія       | Іван Куйлаков Росія         | Ельмурат Тасмурадов Узбекистан |
| До 66 кг         | Рю Хан Су Південна Корея   | Ісламбек Альбієв Росія      | Сандіп Тулсі Ядав Індія        |
| До 66 кг         | Рю Хан Су Південна Корея   | Ісламбек Альбієв Росія      | Френк Стаблер Німеччина        |
| До 74 кг         | Кім Хьон Ву Південна Корея | Роман Власов Росія          | Арсен Джулфалакян Вірменія     |
| До 74 кг         | Кім Хьон Ву Південна Корея | Роман Власов Росія          | Емрах Кус Туреччина            |
| До 84 кг         | Талеб Нематпур Іран        | Саман Тахмасебі Азербайджан | Джавід Гамзатов Білорусь       |
| До 84 кг         | Талеб Нематпур Іран        | Саман Тахмасебі Азербайджан | Віктор Лорінц Угорщина         |
| До 96 кг         | Микита Мельников Росія     | Артур Алексанян Вірменія    | Балаж Кісс Угорщина            |
| До 96 кг         | Микита Мельников Росія     | Артур Алексанян Вірменія    | Шалва Гадабадзе Азербайджан    |
| До 120 кг        | Хейкі Набі Естонія         | Різа Каяалп Туреччина       | Нурмахан Тіналієв Казахстан    |
| До 120 кг        | Хейкі Набі Естонія         | Різа Каяалп Туреччина       | Юган Еурен Швеція              |

### Жінки, вільний стиль
| Event    | Золото                       | Срібло                           | Бронза                         |
| -------- | ---------------------------- | -------------------------------- | ------------------------------ |
| До 48 кг | Ері Тосака Японія            | Маєліс Каріпа Венесуела          | Алісса Лемп США                |
| До 48 кг | Ері Тосака Японія            | Маєліс Каріпа Венесуела          | Чен Су КНР                     |
| До 51 кг | Янань Сунь КНР               | Ерденечимегіїн Суміяа Монголія   | Со Сим-Х'ян Північна Корея     |
| До 51 кг | Янань Сунь КНР               | Ерденечимегіїн Суміяа Монголія   | Джессіка Макдональд Канада     |
| До 55 кг | Йосіда Саорі Японія          | Софія Маттссон Швеція            | Емесе Барка Угорщина           |
| До 55 кг | Йосіда Саорі Японія          | Софія Маттссон Швеція            | Валерія Коблова Росія          |
| До 59 кг | Састін Маріанна Угорщина     | Тайбе Юсейн Болгарія             | Тунгалагійн Менхтуяа Монголія  |
| До 59 кг | Састін Маріанна Угорщина     | Тайбе Юсейн Болгарія             | Юлія Раткевич Азербайджан      |
| До 63 кг | Каорі Ітьо Японія            | Соронзонболдин Батцецег Монголія | Катерина Ларіонова Казахстан   |
| До 63 кг | Каорі Ітьо Японія            | Соронзонболдин Батцецег Монголія | Олена Пирожкова США            |
| До 67 кг | Аліна Стадник-Махиня Україна | Стейсі Анака Канада              | Очирбатин Насанбурмаа Монголія |
| До 67 кг | Аліна Стадник-Махиня Україна | Стейсі Анака Канада              | Сара Досьо Японія              |
| До 72 кг | Чжан Фенлью КНР              | Наталія Воробйова Росія          | Аделіна Грей США               |
| До 72 кг | Чжан Фенлью КНР              | Наталія Воробйова Росія          | Очирбатин Бурмаа Монголія      |